# Mohamed Soumah
Mohamed Soumah (Conakry, 15 maart 2003) is een Guinees voetballer die sinds 2023 uitkomt voor KAA Gent.

## Clubcarrière
Soumah maakte in 2021 de overstap naar het Europese voetbal: in het seizoen 2021/22 kwam hij uit voor de Franse vijfdeklasser FCO Tourangeau. In het seizoen daarop speelde hij voor reeksgenoot Avoine OCC. Met deze club werd hij kampioen in zijn reeks in de Championnat National 3.
Na een korte terugkeer naar AS Kaloum Star werd Soumah in 2023 terug naar Europa gehaald door KAA Gent, dat hem aanvankelijk onderbracht bij Jong KAA Gent, het beloftenelftal van de club in Eerste nationale. In januari 2024 mocht Soumah, die voor Jong Gent uitkwam maar ook tweemaal de wedstrijdkern van het eerste elftal haalde, met de A-kern mee op winterstage naar Spanje.
Soumah streek uiteindelijk definitief neer in Gent, waar hij in het seizoen 2024/25 vooral voor Jong Gent uitkwam. Op 18 mei 2025 maakte de Guineeër, die in februari 2025 een profcontract ondertekende dat hem tot medio 2027 aan de club verbond, zijn officiële debuut voor het eerste elftal van de club: op de voorlaatste speeldag van de Champions' Play-offs mocht hij van trainer Danijel Milićević een volledige wedstrijd spelen tegen KRC Genk. Gent verloor deze wedstrijd met 1-4, mede door een own-goal van Soumah vlak voor de rust. Een week later speelde Soumah ook een volledige wedstrijd tegen Union Sint-Gillis, dat zich door de 3-1-zege tegen Gent tot landskampioen kroonde.

## Interlandcarrière
Soumah nam in 2023 met Guinee –23 deel aan de Afrika Cup 2023 in Marokko. Een jaar later nam hij met zijn land ook deel aan de Olympische Spelen in Parijs.